# Francisco Romá y Rossell
Francisco Romá y Rossell (Figueras, 1727-Ciudad de México, 1784) fue un economista y jurista español.

## Biografía
A partir de 1761 desempeñó el cargo de abogado de los pobres en la audiencia de Cataluña y fue también abogado de los gremios de la capital catalana. En 1768 fue destinado a la Real Audiencia y Chancillería de Valladolid y en 1776 se le nombró regente de la chancillería mexicana. En  Proyecto de Abogado General del Público, presentado en 1767, Romá defendía la creación de una nueva figura jurídica, el abogado general, y la designación de un catalán como coordinador del proyecto. La idea fue rechazada por la audiencia de Cataluña.
Según el historiador Roberto Fernández, el Proyecto de Abogado General del Público «pretendía establecer en cada capital de provincia española una especie de promotor económico y de defensor de las causas de interés público (que debía ser natural de dicha provincia) con cierta autonomía respecto de las autoridades centrales, aunque siempre siguiendo la cadena de mando propia del régimen borbónico (pues no debía alterar "un ápice la Constitución del gobierno") y siempre buscando proteger e impulsar las reformas que este dictaminase en las diversas provincias del Reino, a las cuales había que tratar con deferencia para que así se consiguiese la felicidad plena de toda España».
Como economista predijo el aumento demográfico y el incremento en el consumo de bienes considerados de lujo. Fue defensor de una ley que repartiera las tierras de cultivo entre los campesinos y abogó por la libertad de los comerciantes catalanes de realizar operaciones en el mercado americano. Para Romá, la libertad económica era la base para las relaciones entre industria, comercio y agricultura, descartando las intervenciones estatales. Entre sus obras publicadas destaca Las señales de la felicidad en España y medios para hacerlas eficaces  de 1768.